# Summer Jam
«Summer Jam» es una canción de R&B-Reggae escrita por el cantante europeo Vic Krishna de la banda The Underdog Project y producido por ToneDef y Triple S. Fue lanzado el 14 de noviembre de 2000. Es el primer sencillo de su álbum It Doesn't Matter. La canción fue considerada un gran éxito en Europa, al posicionarse en el número dos en las carteleras pop de Alemania. Después de ese suceso, el sencillo se escuchó en una de las estaciones de radio más populares en Estados Unidos como Power 96 de Miami y WKTU de Nueva York
Aunque la melodía fue inspirada en la canción Fiesta The Sunclub está canción es y seguirá siendo un clásico en todas las discotecas

## la letra  y  la melodía  de canción
Vic Krishna, Christoph Brüx, Toni Cottura, Craig Scott Smart, Stephan Browarczyk, Shahin Moshirian

## Lista de canciones
- Sencillo lanzado en Alemania

1. «Summer Jam» (Original Radio Edit)
2. «Summer Jam» (2-Step Radio Edit)
3. «Summer Jam» (Accapella)
4. «Summer Jam» (Dennis The Menace Club Mix)